# 奥瓦迪亚·优素福

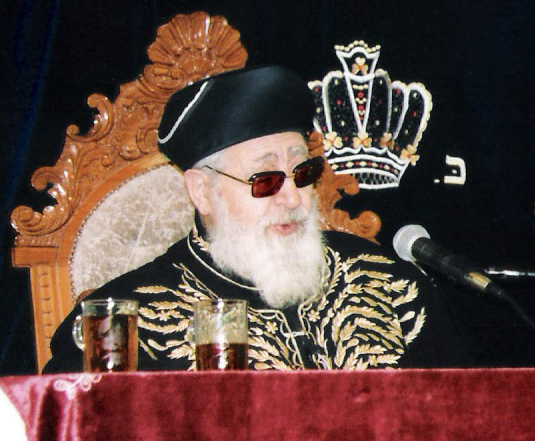
2007年

奥瓦迪亚·約瑟夫，(希伯來語：‎) （Ovadia Yosef），在他母语地区被称为阿卜杜拉·优素福，（1920年9月23日—2013年10月7日），沙斯党前拉比及精神领袖。他曾在1972年至1983年间担任犹太教西班牙裔派系大拉比。這位伊拉克出生的拉比曾對阿拉伯人、世俗猶太人、自由主義者、婦女和同性戀者發表具爭議性言論，如將巴勒斯坦人比為蛇，並於2010年公開呼籲希望巴勒斯坦民族权力机构巴勒斯坦自治主席马赫姆得·阿巴斯「從我們的世界消失」。
优素福曾以杰出优秀的作品获得犹太文学奖。